# Knikkebolziekte
De knikkebolziekte, ook gekend als zombieziekte of knikziekte, is een aandoening die in Afrika voorkomt, voornamelijk in Zuid-Soedan, Tanzania en Noord-Oeganda. Wellicht ontstond de aandoening in Tanzania waar de eerste symptomen in 1962 werden opgemerkt en beschreven.

## Symptomen
Enkel kinderen tussen de 5 en 15 jaar blijken deze nog ongeneeslijke aandoening te krijgen. Vanaf dat ogenblik stopt zowel de lichamelijke als mentale ontwikkeling. Ze beginnen met hun hoofd te knikkebollen, krijgen spastische trekken, aanvallen van epilepsie, kwijlen overvloedig, praten niet meer en lijken in een andere wereld te leven. Slachtoffers van de ziekte worden meestal niet ouder dan 30 jaar.

## Oorzaken en remedie
Voorlopig is de oorzaak onbekend en bestaat er evenmin een medicijn. Er zijn vermoedens dat de ziekte iets te maken heeft met voedsel dat besmet is met bepaalde schimmels, de parasiet die rivierblindheid veroorzaakt of door ondervoeding. Er zijn hiervoor echter geen bewijzen. Eind februari 2014 kwam een persbericht met de melding dat de zwarte vlieg mogelijk verspreider is van het virus. Nadat in Oeganda deze vliegensoort werd verdelgd, lijkt het aantal nieuwe infecties af te nemen.
MRI-scans tonen wel aan dat de hersenen van patiënten zijn beschadigd ter hoogte van de hippocampus alsook de gliacellen.